# Montsenelle
Montsenelle é uma comuna francesa na região administrativa da Normandia, no departamento da Mancha. Estende-se por uma área de 43.08 km². Em 2010 a comuna tinha 1 430 habitantes (densidade: 33,2 hab./km²).
Foi criada em 1 de janeiro de 2016, a partir da fusão das antigas comunas de Coigny, Lithaire (sede da comuna), Prétot-Sainte-Suzanne e Saint-Jores.